# Rosella Hightower
Pour les articles homonymes, voir Hightower.
Rosella Hightower est une danseuse étoile, pédagogue et professeur de danse franco-américaine née à Ardmore (Oklahoma) le 30 janvier 1920 et morte à Cannes le 4 novembre 2008, enterrée en Bretagne à Palais à Belle-Île.

## Biographie
Rosella Hightower est nommée étoile lorsqu'elle remplace au pied levé, après quelques heures à peine de répétition, Alicia Markova dans le ballet Giselle au Metropolitan Opera de New York. Elle travaille par la suite avec des grands noms de la danse comme Rudolf Noureev, Jerome Robbins, Alicia Alonso, le marquis de Cuevas, etc. C'est dans la compagnie de ce dernier, le Grand Ballet du Marquis de Cuevas qu'elle acquiert ses grandes lettres de noblesse dans la danse.

## Sa collaboration avec le Marquis de Cuevas
Le Marquis adopte immédiatement cette nouvelle étoile et la révèle à l'Europe lors de l'inauguration du Nouveau Ballet de Monte Carlo. Sa première apparition à Paris en 1947 fait sensation au milieu d’un public grisé par son dynamisme et sa virtuosité. Elle fut ainsi la première ballerine américaine qui ait gagné une place d'élite sur les scènes européennes.
Rosella Hightower travaille pendant 15 ans auprès du Marquis de Cuevas, à la tête de sa compagnie, tout en menant une vie itinérante et de travail. C'est une danseuse du mouvement, d’une grande musicalité. Son style de danse est « large », traçant dans l'espace des courbes audacieuses. 
À partir de 1949, à l'invitation de François André, Rosella Hightower se produit tous les étés au casino de Deauville (Calvados), avec les Ballets du marquis de Cuevas ; elle y donne chaque fois huit galas chorégraphiques. 

## Une école de danse multidisciplinaire
En 1961, avec ses amis Jose Ferran et Arlette Castanier, elle fonde à Cannes le Centre de danse international Rosella Hightower, devenu entre-temps l'École supérieure de danse de Cannes Rosella Hightower. L'école se veut multidisciplinaire, Rosella ayant été l'une des premières à prôner cette diversité, de la danse classique au contemporain.

## Opéra de Paris
Simultanément, afin de toujours rester en contact avec le milieu professionnel, elle dirige le Ballet de l'Opéra de Marseille, le Ballet du Grand Théâtre de Nancy, puis de 1980 à 1983, elle est directrice de la danse au Ballet de l'Opéra de Paris, et enfin directrice du Ballet de la Scala de Milan, en 1983.

## Distinctions
- Officier de l'ordre national du Mérite
- Commandeur de la Légion d'honneur le 24 janvier 2005.